# Велена, Елена Валерьевна
Елена Валерьевна Велена (род. 25 апреля 1961, Горький, СССР) — российская детская писательница, лауреат международной литературной премии имени П.П. Ершова за произведения для детей и юношества (2020), член союза писателей России (2020), член российского книжного союза.

## Биография
Елена Велена родилась 25 апреля 1961 года в семье инженера Речного регистра СССР, через несколько лет с семьей переехала в Москву.
По образованию педагог, художник-модельер. Окончила Московское педагогическое училище № 5 и Московский государственный текстильный университет имени А. Н. Косыгина.
Книги писательницы издаются с 2016 года. Первая серия из семи детских книг «Добрые сказки о простых вещах» была опубликована в 2016 году издательским домом «Верба».
В 2019 году состоялась первая презентация серии книг Елены Велены «Добрые сказки о простых вещах»  в Московском доме книги на Новом Арбате.
В 2019 — 2020 годах классическая серия «Добрые сказки о простых вещах» была переиздана издательством группы компаний «Рипол» и «Т8 Издательские технологии».
В 2020 году рамках акции «Мы вместе», которая проводится ФГУП «Роспатриотцентр» Федерального агентства по делам молодежи 1500 книг Елены Велены были переданы сельским библиотекам России.
В 2020 году Елена Велена вошла в состав жюри школьного тура Всероссийского конкурса юных чтецов «Живая классика».
В 2020 году автор вошла в топ-20 наиболее издаваемых авторов детской литературы, по данным Российской книжной палаты.
В 2021 году театр-студия «Непоседы» под руководством Елены Пинджоян представил рождественский спектакль «Поделись светом души своей» по мотивам сказки Елены Велены «Коварная Спичка», который состоялся в концертном зале «Планета КВН».
В 2021 году Елена Велена выступила одним из организаторов и членов жюри Всероссийского конкурса детского рисунка «Дружба российского и греческого народа».
В 2022 году Еленой Веленой совместно с Павлом Карпухиным, председателем правления Центра Святителя Спиридона, были открыты 20 читальных комнат в городах России – в школах и библиотеках, некоторые – в детских домах и больницах. Елена Велена не только передала в дар книги от издательства «Добрые сказки», но и лично принимала участие в открытии этих комнат.
В 2022 году книги Елены Велены стали #КнижнымиЧемпионами2022 в трех библиотеках: Новояхакасинская сельская библиотека – д. Новые Яхакасы (Чувашская республика), Чупинская библиотека – Чупино (Новосибирская область), и Маленькая библиотека филиал номер 5 – пос. Багульный (Забайкальский край).
В 2022 году Елене Велене была вручена благодарность от Главного храма Вооруженных Сил Российской Федерации за поддержку и содействие реализации Православной гуманитарной миссии.
В 2023 году Елена Велена приняла участие в благотворительном концерте «Новогоднее волшебство с Непоседами» в г. Люберцы. Для детей были организованы конкурсы с вручением подарков.
В 2023 году Елена Велена посетила Дом Милосердия в Минске. В рамках визита состоялась встреча автора с учащимися воскресной школы, действующей при Доме Милосердия. Также Елена Велена посетила минскую среднюю школу №70 имени Л.Н. Гуртьева. В дар было передано более 400 книг.
В 2023 году Елена Велена организовала вторую рассылку книг по сельским библиотекам. Было отправлено более 350 книг.
В 2023 году Елена Велена организовала детский конкурс «Книжный натюрморт» с вручением ценных подарков на сцене в зале Церковных Соборов Храма Христа Спасителя.

## Творчество
Елена Велена — автор детских сказок и познавательных книг для детей.
Создала серию книг «Добрые сказки о простых вещах», главные герои которой — окружающие нас предметы. Самые обычные вещи, с детства знакомые каждому ребенку, имеют свои характеры и попадают в приключения. Книги носят познавательный характер.
Книги Елены Велены публиковались в издательствах «Рипол-классик», «Т8 Издательские технологии», «Верба», «Добрые сказки».
Общий тираж книг Елены Велены более 330 000 экземпляров (по состоянию на 2022 год).

## Награды и премии
- Лауреат международной литературной премии имени П.П. Ершова (2020)[10]
- Премия «KidsFashionAwards» в номинации Автор детских сказок (2019)[11]